# Лиганды 5-HT1A-рецепторов
Распределение 5-HT₁A-рецепторов в мозге человека может быть визуализировано при помощи ПЭТ с меченым радиоактивным изотопом углерода — углеродом-11 (11C) радиолигандом WAY-100,635.
В частности, в одном из исследований было обнаружено повышенное связывание меченого 11C радиолиганда при ожирении и сахарном диабете 2-го типа. Учитывая, что такое же повышение количества 5-HT₁A-рецепторов (их сенситизация или апрегуляция) обнаруживается при депрессиях и тревожных состояниях, эта находка, возможно, может отчасти объяснять повышенную частоту депрессий и тревожных состояний у больных ожирением или сахарным диабетом 2-го типа, а также повышенную предрасположенность депрессивных и тревожных больных к развитию ожирения и СД 2-го типа. Возможно, в этих состояниях играют роль общие клеточные механизмы. В другом ПЭТ-исследовании была обнаружена отрицательная корреляция между количеством 5-HT₁A-рецепторов в ядрах шва, гиппокампе и коре больших полушарий и сведениями, которые предоставляли добровольцы относительно наличия у них внетелесного или иного «духовного» опыта. Меченый тритием (радиоактивным изотопом водорода — 3H) этот же лиганд WAY-100,635 может также быть использован в ауторадиографическом методе. Показано повышенное количество 5-HT₁A-рецепторов во фронтальной коре больных шизофренией.

## Агонисты

### Полные
- 8-OH-DPAT[5]
- Алнеспирон[6][7][8]
- Бефирадол.[9][10][11][12][13][14]
- Эптапирон[15][16]
- F-15,599[17][18]
- Лесопитрон[19]
- LY-293,284[20][21]
- Осемозотан[22]
- Репинотан[23][24]
- U-92,016-A[25][26]

### Парциальные

#### Антидепрессанты
- Тразодон
- Нефазодон
- Вилазодон
- Вортиоксетин

#### Небензодиазепиновые анксиолитики
- Биноспирон
- Буспирон
- Гепирон
- Залоспирон
- Каннабидиол
- Ипсапирон
- Пероспирон
- Тандоспирон
- Тиоспирон

#### Атипичные антипсихотики
- Арипипразол
- Азенапин
- Зипрасидон
- Кветиапин
- Клозапин
- Луразидон
- Оланзапин

#### Типичные антипсихотики
- Галоперидол

#### Гипотензивные препараты
- Урапидил
- Раувольсцин

#### Антимигренозные препараты
- Эрготамин
- Дигидроэрготамин

#### Галлюциногены
- ЛСД
- Псилоцин
- Псилоцибин

#### Эмпатогены
- МДМА

#### Дофаминергические антипаркинсонические препараты
- Лизурид

#### Препараты, улучшающие либидо и сексуальную функцию
- Йохимбин

#### Разные и исследовательские препараты
- 5-карбоксамидотриптамин (5-CT)
- 5-метокситриптамин (5-MT)
- 5-MeO-DMT
- Адатансерин
- Флибансерин
- Альфа-этилтриптамин (αET)
- Альфа-метилтриптамин (αMT)
- Bay R 1531
- Бефирадол
- Буфотенин
- Элтопразин
- Этоперидон
- F-11,461
- F-12,826
- F-13,714
- F-14,679
- Флезиноксан
- Гинкго Билоба[27]
- LY-301,317
- Эбалзотан
- Налузотан
- Пиклозотан
- Саризотан
- NBUMP
- RU-24,969
- S-15,535
- SSR-181,507
- Сунепитрон
- Трифторметилфенилпиперазин
- Ксалипроден

## Антагонисты

#### β-адреноблокаторы
- Алпренолол[28]
- Цианопиндолол[29]
- Йодоцианопиндолол[30]
- Пиндолол[30]
- Пропранолол[30]
- Окспренолол[31]

#### Антимигренозные препараты
- Метисергид[32]

#### Атипичные антипсихотики
- Рисперидон[33]

#### Типичные антипсихотики
- Спиперон (спироперидол)[34]
- Метитепин[35]

#### Разные и исследовательские препараты
- BMY-7,378[36]
- Дотаризин[37][38]
- Флопропион[39]
- Исамолтан[40][41]
- Лекозотан[42]
- MPPF[43]
- NAN-190[44]
- Пиндобинд[45]
- Робалзотан[46]
- SB-649,915[47]
- Спирамид[48][49][50]
- Спироксатрин[51]
- UH-301[52]
- WAY-100,135[53]
- WAY-100,635[54]
- Ксиламидин[55][56][57]
- Мефвэй[58]